# John McAllister Schofield
John McAllister Schofield, ameriški general, * 29. september 1831, Gerry, New York, † 4. marec 1906, St. Augustine, Florida.